# Odelia Karmon
Odelia Karmon, también Odelia Carmon, es asesora política y psicoterapeuta israelí. Especialmente conocida porque fue la primera mujer en acudir a la prensa para hablar de las agresiones sexuales en serie cometidas por el expresidente Moshe Katzav, agresión que ella misma sufrió cuando trabajaba para él. En 2013 lo contó en un libro y posteriormente ha colaborado en la creación de una serie inspirada en el caso, Alef.

## Trayectoria
Karmon tiene una licenciatura en Literatura Inglesa de la Universidad de Tel Aviv, una maestría en Artes de la Comunicación del NYIT y una maestría en Psicoterapia Cognitivo-Conductual de la Universidad de Derby. Hizo sus prácticas en el hospital psiquiátrico, en el centro para enfermos mentales "Anush" y en el instituto "Psagot" que trata ansiedad y depresión.
Comenzó su trayectoria profesional como portavoz de la delegación israelí ante Naciones Unidas y como asesora de comunicación de Benjamin Netanyahu cuando este se desempeñó como embajador de Israel ante Naciones Unidas. A principios de 1988 regreso con este a Israel, trabajó en las elecciones preliminares del Likud y fue portavoz de los medios extranjeros de la campaña electoral del Likud. En 2006 volvió a trabajar por segunda vez con Netanyahu cuando volvió a ser jefe del Likud.
Odelia Karmon ha tenido otros cargos de alto nivel, siendo también asesora de medios y asuntos exteriores del Primer Ministro Ariel Sharon y del Ministro de Relaciones Exteriores David Levy.

### Caso Katzaf
Entre sus trabajos fue asesora de prensa Moshe Katsav en el Ministerio de Transportes (1996-1998). Odelia tenía 29 años, estaba casada y con una hija pequeña. El ministro intentó convencerla para tener relaciones íntimas y cuando fue rechazado la aisló en la oficina y la agredió sexualmente. La historia fue revelada en una entrevista en enero de 2011 en el Jewish Chronicle y en 2013 en el libro The Confidante contó por primera vez los detalles en el marco de un contexto más amplio sobre la política israelí.
La decisión de Karmon de acudir a la prensa reforzó el testimonio de la primera denunciante, una joven que había trabajado en la oficina del presidente y animó a otras mujeres a presentarse. Karmon fue testigo de apoyo en el juicio de Katzav, denunciado por una ex-asistente en el Ministerio de Turismo que fue violada por el ministro. Katzav fue sentenciado a 7 años de cárcel.
Karmon escribió una tesis de maestría en psicología cognitivo-conductual : “Reacción pospuesta al acoso sexual en el lugar de trabajo” y ahora trabaja como psicóloga cognitiva.

## The Confidante
Su libro, publicado en 2013 es un relato doble: en primer lugar, de sus 25 años en el corazón del establishment político. Y segundo, una forma de poner de relieve el acoso sexual en la sociedad israelí.
“Para mí era mucho más importante resaltar la conciencia sobre el acoso sexual y concienciar a las mujeres. Intenté no juzgar a los políticos. La verdad está ahí, pero no quería contar historias sucias. Todo el mundo puede comprender de qué se trata esta gente. Si me hubiera concentrado en los detalles sórdidos, el enfoque cambiaría, de la investigación al chisme”.

## Alef (Unsilenced)
Karmon es la cocreadora de la miniserie de televisión Alef. Conoció a Avraham Shalom Levi, con experiencia predominantemente teatral y éste le expresó la admiración por su trabajo y se interesó por el hecho de que no se había adaptado todavía el libro. Empezaron a explorar posibilidades. El resultado fue la serie de televisión estrenada en 2023 y producida por Great Productions y Yes TV.